# 文峰站 (朝鲜)
文峰站（韓語：문봉역）是朝鮮民主主義人民共和國咸鏡南道定平郡文峰里的一個鐵路車站，属于平罗线。

## 邻近车站
平罗线
旺場站 - 文峰站 - 新上站